# شوره سر
شورهٔ سر عارضه‌ای پوستی است که عمدتاً بر پوست سر تأثیر می‌گذارد. علائم آن شامل پوسته‌پوسته شدن سر و گاهی احساس خارش خفیف می‌شوند. این عارضه می‌تواند منجر به مشکلات اجتماعی یا عزت نفس پایین شود. نوع شدیدتری از شورهٔ سر که دربرگیرندهٔ التهاب پوست است، با نام درماتیت سبوره‌ای شناخته می‌شود.
علت ایجاد شورهٔ سر مشخص نیست، اما اعتقاد بر این است که تعدادی از عوامل ژنتیکی و محیطی در ایجاد آن نقش دارند؛ این عارضه می‌تواند در زمستان بدتر شود. رعایت ناکافی بهداشت دلیل ایجاد شورهٔ سر نیست، و مکانیسم اساسی به رشد بیش از حد سلول‌های پوست بستگی دارد. تشخیص این عارضه از روی علائم است.
هیچ روش درمان قطعی برای شورهٔ سر وجود ندارد. کرم ضد قارچ مانند کتوکونازول، یا عامل کراتولیتیک سالیسیلیک اسید می‌تواند برای بهبود وضعیت استفاده شود. نیمی از بزرگسالان تحت تأثیر شورهٔ سر قرار دارند و مردان به مراتب بیشتر از زنان دچار این عارضه می‌شوند. علاوه بر این، مردم در همهٔ نقاط جهان تحت تأثیر شورهٔ سر قرار می‌گیرند. زمان آغاز شورهٔ سر معمولاً در دورهٔ بلوغ است و پس از ۵۰ سالگی کمتر می‌شود.

## انواع شوره سر
شوره سر به دو شکل خشک یا چرب بروز می‌کند.

### شورهٔ خشک
این دست از شوره‌ها قابل دیدن و به شکل لایه‌هایی از پوست سر می‌باشند. بیشتر آنها در فرق سر پدیدار می‌شوند. سفید، مسطح، و به آسانی جدا شونده هستند. بیشتر کسانی که به این نوع شوره دچار می‌شوند موهای خشکی دارند. در بیشتر موارد سبب خارش آزار دهنده‌ای می‌شوند و خاراندن آن، روند افزایش و تکثیرشان را تندتر می‌کند. همچنین خارش آن‌ها سبب ملتهب شدن پوست سر و تلاش بیشتر پوست برای نوسازی و در نتیجه افزایش شوره می‌شود.

### شورهٔ چرب
ذرات کوچکتر، گردتر و کمی زرد رنگ هستند. به صورت ذرات چربی به پوست سر چسبیده و جدا کردن آن‌ها سخت‌تر و باعث زخم‌شدن می‌شود. سبب احساس خارش زیادی می‌شوند و اغلب نشانی از ریزش مو می‌باشند و با توجه به این نکته از خارش سر در شوره چرب باید اکیداً پرهیز شود. در کل ان ذرات زردرنگ و چرب هستند و به پوسته سر چسبیده‌اند. و در بسیاری موارد از زیر پوست سر ایجاد می‌شوند و چاره اش استفاده از پمادهایی مثل ویتامین ا و تتراساکلین است تا خشک شده و جدا گردد.

## علت‌شناسی
در ایجاد شوره سر علتهای مختلفی می‌توانند دخالت کنند ولی نوع خشک یا چرب آن بستگی به نوع پوست بیمار دارد.
از دلیل‌های اصلی ایجاد شوره می‌تواند:
- اختلال در سیستم هورمونی[۱۳]
- تغذیه نامناسب و ناهماهنگ[۱۴]
- مصرف دخانیات
- استرس به‌ویژه در دوره‌های مداوم و شدید[۱۵]
- کامل نبودن شستشوی سر و باقی‌ماندن مواد شوینده روی پوست سر
- نوعی قارچ به نام مالاسزیا فورفور
- بیماری‌های زمینه‌ای: افراد مبتلا به بیماری پارکینسون و برخی از بیماری‌های عصبی دیگر مستعد ابتلا به شورهٔ سر و درماتیت سبورئیک هستند. یک مطالعه نشان داد که بین ۳۰ تا ۸۳ درصد از افراد مبتلا به ایدز در مقایسه با ۳ تا ۵ درصد در جمعیت عمومی دچار درماتیت سبورئیک هستند. بیماران مبتلا به حمله قلبی یا سکته مغزی و کسانی که دارای سیستم ایمنی ضعیف هستند نیز ممکن است مستعد ابتلا به شورهٔ سر باشند.

## درمان

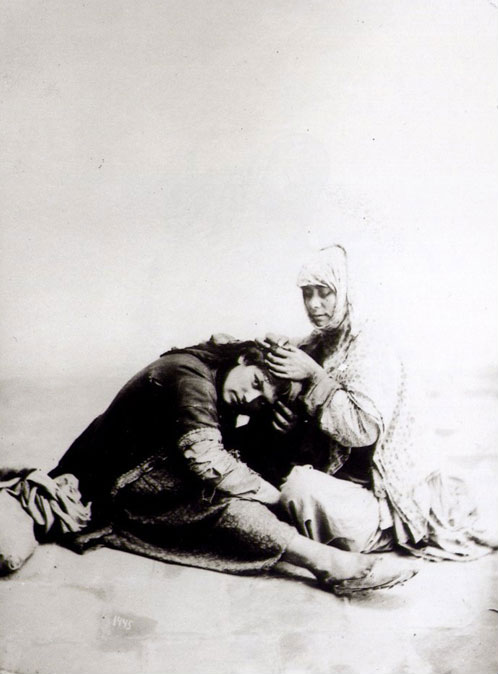
دختر ایرانی در حال شوره‌زدایی در عصر قاجار.

در درمان شوره سر علاوه بر راه‌حلهای دارویی و استفاده از شامپوهای ویژه ضد شوره (Anti Dandruff) مانند پیریتیون زینک و سلنیوم سولفاید و کتوکنازول می‌توان از روشهای مراقبت پوست نیز استفاده نمود.
- پرهیز از خارش پوست سر
- ماساژ پوست سر و استفاده از فشار پخش شدهٔ دوش آب در هنگام شستشو
- استفاده از آب با گرمای مناسب برای شستشوی سر
- خشک کردن موی سر بدون استفاده از خشک کن و در صورت استفاده با دمای پائین
- بهداشت سر و عوض کردن دائم روکش بالش خواب[۱۶]
- عدم استعمال دخانیات در صورت امکان
- استفاده از شامپوی ملایم و مناسب با توجه به پوست سر (از نظر خشکی یا چرب بودن)

در طی سال‌های گذشته روش‌های مختلفی با عنوان «طب سنتی» برای درمان انواع بیماری‌ها از جمله شوره سر تبلیغ و رایج شده است اما این روش‌ها فاقد پایه علمی و پژوهشی می‌باشد و در بسیاری موارد نتیجه وارون (معکوس) به دنبال خواهد داشت بنابراین پیشنهاد می‌شود برای درمان هر بیماری با مطالعه دقیق یافته‌ها و پژوهش‌های علمی از مدرن‌ترین روش‌های درمان بهره‌گیری نمایید.
نکته مهم در شوره سر اینکه در صورت طولانی مدت شدن مشاهدهٔ شوره سر باید آن را جدی گرفته و به پزشک مراجعه کرد زیرا پوست سر در این شرایط می‌تواند میزبان بسیاری از باکتریها و قارچها شود.